# Bouyei
Bouyei eller buyei (kalder sig selv: Buxqyaix; 達斡爾族, pinyin: Bùyīzú) er et af de 55 offentlig anerkendte minoritetsfolk i Folkerepublikken Kina. Ifølge folketællingen i 2000 var der 2.971.460 af dem i Kina, de aller fleste (94 %) i provinsen Guizhou, og ellers i Yunnan, Guangdong, Zhejiang og Guangxi.
De er kendt for at deres huse, også tag, er bygget af sten, til forskel for de mere almindelige træhuse blandt stammefolkene i området.
Der er nogen uenighed uden for Kina om det er korrekt at udskille dem som et selvstændigt folk. Det er kun dialektforskelle som skiller dem fra minoritetsfolket zhuang, og den officielle grænse mellem de to folk følger knivskarpt de politiske grænser.